# Krasnodon (Siedlung städtischen Typs)
Krasnodon (ukrainisch und russisch Краснодон – ukrainisch offiziell seit dem 12. Mai 2016 Teple/Тепле) ist eine Siedlung städtischen Typs im Osten der ukrainischen Oblast Luhansk mit etwa 5000 Einwohnern.
Der Ort gehört administrativ zur Stadtgemeinde der 13 Kilometer östlich liegenden Stadt Krasnodon und bildet eine eigene Siedlungsratsgemeinde zu der auch die Ansiedlung Switlytschne (Світличне) gehört, die Oblasthauptstadt Luhansk befindet sich 31 Kilometer nordwestlich des Ortes.
Krasnodon wurde 1910 als Katerynodon (Катеринодон) gegründet, wurde 1922 auf Krasnodon umbenannt und 1938 zur Siedlung städtischen Typs erhoben. Seit Sommer 2014 ist der Ort im Verlauf des Ukrainekrieges durch Separatisten der Volksrepublik Lugansk besetzt.